# Mauricio Pinilla
Mauricio Ricardo Pinilla Ferrera (Santiago, 4 de febrero de 1984) es un exfutbolista profesional y comentarista deportivo chileno. Fue internacional absoluto con la selección de Chile desde 2003 hasta 2017, con la que se consagró campeón de la Copa América en 2015 y en 2016. Desde marzo de 2021 se desempeña como comentarista deportivo en la cadena ESPN y conductor de televisión en Televisión Nacional de Chile (TVN).

## Trayectoria

### Universidad de Chile y su primera experiencia europea (2002-2004)
Se inició en la cantera de la Universidad de Chile, debutando en el primer equipo en 2002, con 18 años. Esa temporada convirtió 10 goles en 25 partidos, transformándose en una de las promesas del fútbol chileno de la época. Tras ser el goleador de su equipo en el Torneo de Apertura 2003 con 10 goles en 14 apariciones, en julio de 2003, fue adquirido por el Inter de Milán en 2,8 millones de dólares firmando un contrato por 5 años.
Sin embargo, fue cedido inmediatamente al Chievo Verona para la temporada 2002-03 quien adquirió un 50% del pase del jugador. En el club veneciano, nunca pudo encontrar su espacio ni tampoco adaptarse al fútbol italiano disputando solo 6 juegos de Serie A y 2 de Copa Italia, sin poder anotar, antes de regresar al Inter luego de cinco meses. Su debut en la Serie A se llevó a cabo el 30 de agosto de 2003, en la primera fecha del campeonato contra Brescia, ingresando a 13 minutos del final en la igualdad 1-1.
Celta Vigo y debut en Champions League
En enero de 2004, el conjunto Nerazzurri decidió ceder nuevamente al chileno esta vez al club español Celta de Vigo por el resto de la temporada, logró jugar 6 partidos en LaLiga española estando solo 147 minutos en el campo de juego, logró marcar sus primeros goles en el Viejo Continente en los cuartos de final de la Copa del Rey contra Deportivo Alavés al marcar los dos goles de su equipo en la caída 2-4 de visita. Debutó en la competición internacional más importante de Europa el 24 de febrero ingresando al minuto 75 por Edu contra el Arsenal por octavos de Champions League en el Estadio de Balaídos, partido que su equipo perdió 2-3. Luego en la vuelta jugó todo el partido en la caída 0-2 en Londres (2-5 global que los terminó eliminando de la competición).

### Sporting de Lisboa (2004-2005)
En julio de 2004, Sporting de Lisboa compró el 50% de su pase en un € 1.350.000 euros, quedándole el otro 50% restante al Inter de Milán. En este club se encontró con Rodrigo Tello, otro chileno formado en Universidad de Chile.
En la temporada 2004-05 acumuló un total de 16 apariciones y 5 goles en liga (terminando en el tercer lugar), una presencia por la Copa portuguesa, y 4 en la Copa de la UEFA (donde fueron finalistas), debutó en el torneo continental el 16 de septiembre de 2004 contra Rapid Vienna (2-0) por fase de grupos, fue titular y salió en el entretiempo. Su debut en liga fue por la primera fecha contra Gil Vicente (victoria por 3-2) jugando los últimos 11 minutos, mientras que su primer gol llegó en la décima fecha contra el Boavista, fue al minuto 92' cerrando el marcador con un 6-1 final. Después de una temporada bastante baja, el 1 de mayo de 2005, por la Fecha 31 de la Liga Portuguesa contra Sporting Braga, marcó los tres goles con los que ganó su equipo 3-0, logrando el primer hat-trick en clubes de su carrera. En semifinales de la Copa de la UEFA marcó un gol contra AZ Alkmaar (el único en la competición) anotando el gol de la victoria en el partido de ida.
Sin embargo, para la temporada 2005-06 solo jugó 4 partidos de liga (sin marcar ningún gol) y el partido de Tercera ronda de clasificación de la Champions League contra el Udinese anotando el 2-3 al minuto 90, que de todas maneras no le permite a su equipo clasificarse a la fase de grupos debido a haber caído 2-4 en el global. Luego jugaron los playoffs de la Copa de la UEFA contra Halmstads BK, jugó ambos duelos en una llave que acabó 4-4 global pero que permitió clasificarse al equipo sueco por la regla del gol de visitante.

### Racing de Santander (2006)
Después de completar un total de 7 goles en 28 apariciones para el club portugués, en enero de 2006 volvió a irse cedido esta vez a Racing de Santander club en el cual marcó un gol en 13 encuentros disputados en el campeonato español.
Su debut con su nuevo equipo, que terminó en el 17° lugar salvándose del descenso solo por un punto, llegó el 22 de enero de 2006 por la Fecha 20 contra Sevilla (derrota por 3-2). El único gol en su estadía fue en la jornada 25 anotando de penal el 1-1 momentáneo contra Deportivo Alavés (2-2).

### Escocia y breve retorno a Chile (2006-2008)
Al final de la temporada, después de regresar a Lisboa, fue vendido al club escocés Heart of Midlothian en € 1.350.000 euros; en el club de Edimburgo solo jugó 3 partidos por Premier League escocesa (marcando 2 goles), además el partido de vuelta de tercera ronda de clasificación para Champions League (perdiendo 3-0 contra AEK Atenas) y luego los dos partidos de Playoffs de Copa de la UEFA contra Sparta Praga. Su primer paso por el club escocés estuvo plagados de lesiones pudiendo jugar solo 6 meses.
En febrero de 2007, fue enviado a préstamo a su club de origen, la Universidad de Chile para el Apertura 2007, un equipo que lo había vendido a Europa solo 3 años antes. Tendría un paso para el olvido en su club formador ya que solo jugó 4 partidos y marcó 2 goles (contra Deportes Antofagasta y Palestino de visita, ambos de penal en igualdades 1-1) y meses después fue separado del plantel por indisciplina.
Luego de su breve paso por Universidad de Chile, regresó al Heart of Midlothian para el entrenamiento de la pretemporada antes de la temporada 2007-08. Sin embargo, su regreso tuvo un gran revés cuando se reveló que el jugador tenía un hueso fracturado en la muñeca, una lesión oculta sufrida mientras aún estaba en Chile. Esto lo dejó fuera de acción por otras seis semanas. Así es como solo jugaría 2 partidos en la temporada (uno en octubre y el otro en noviembre) ambos como suplente y sumando apenas 53 minutos en el campo de juego.
El 9 de enero de 2008, se informó que Pinilla había sufrido otra lesión en un entrenamiento que lo dejó al margen del resto de la temporada. El 6 de mayo del mismo año, su agente declaró que había firmado un contrato que lo mantendría en Hearts hasta 2011, después de que su contrato con el Inter venciera el mes siguiente. Sin embargo, el 1 de julio, Pinilla renunció al club escocés, esto debido a que en Hearts ofrecían un sueldo base, más dinero por partido jugado, además de la obligación de contar con un guardia que lo vigilara las 24 horas del día tanto en su alimentación como su comportamiento, para evitar actos de indisciplina; condiciones que no fueron aceptadas por Pinilla.

### Vasco da Gama (2008)
El 17 de septiembre de 2008 sorprendió a los medios de comunicación sudamericanos al llegar a la Liga Brasileña, fichando por el club Vasco da Gama firmando un contrato hasta el final de la temporada. Jugó su primer partido en una derrota por 0-1 ante el Clube de Regatas do Flamengo en el Clássico dos Milhões por la jornada 30 del torneo local jugando los últimos 17 minutos. Nuevamente apareció el fantasma de las lesiones, y solo pudo jugar 2 partidos más sin poder convertir totalizando solo 64 minutos por Vasco y en noviembre termina fuera del equipo debido a una distensión muscular. En enero de 2009, después de cuatro meses y tras haber descendido a la Serie B, rescindió su contrato con los brasileños.

### Apollon Limassol (2009)
El 2 de febrero de 2009 se incorporó al Apollon Limassol de Chipre por un período de seis meses como Agente libre. Pinilla anotó un gol en su debut volviendo a marcar después de 2 años y se esperaba un renacimiento en su carrera. Sin embargo, perdió continuidad por sus lesiones y mal rendimiento, motivos por los que el club decidió no renovarle su contrato. Jugando solo 5 partidos, marcando 2 goles

### Grosseto (2009-2010)
El 27 de julio de 2009 viajó a Italia para cerrar su contratación con el Brescia Calcio, pero después de una semana de pruebas, convenció al personal técnico de US Grosseto de la Serie B italiana, que decidió ofrecerle un contrato de 1 año de 130,000 euros con una opción de alargarlo a una temporada más, donde se convirtió en uno de los goleadores de la Serie B italiana.
En el club Toscano, logró volver a mostrar esa carrera prometedora que tuvo en sus inicios al marcar 24 goles en 24 partidos por la Serie B en su única temporada en el club, estableciendo un récord al convertir en 12 encuentros de forma consecutiva, el cual, hasta ese momento, ostentaba el argentino Gabriel Batistuta quien consiguió anotar en 11 partidos consecutivos durante el año 1994 jugando para la A. C. F. Fiorentina, y terminó la temporada 2009-10 como el segundo máximo anotador de la Serie B italiana solo detrás del jugador del Empoli Éder autor de 27 goles y ex seleccionado nacional italiano, a pesar de perderse más de un tercio de la temporada al haber sufrido 2 lesiones (una a finales de septiembre de 2009 de aproximadamente un mes, y la otra desde abril de 2010 hasta el final de la temporada que lo obligó a una operación de rodilla el 15 de abril de 2010); sus actuaciones posteriormente le aseguraron el interés de varios clubes italianos de primera división.
Su debut con el equipo toscano se llevó a cabo el 29 de agosto de 2009 en la segunda jornada contra el Triestina de visita en una derrota por 1-0, mientras que su primer gol con el conjunto biancorossi fue en la cuarta fecha en el empate 1-1 contra Cittadella; también jugó un partido por Copa Italia el 12 de noviembre en el derbi con Siena que perdió por 2-0. Durante la temporada, el club italiano ejerció el derecho de opción sobre el contrato chileno, alargándolo a 1 temporada más hasta 2011, subiéndole el sueldo a ganar 200,000 euros aprox.
El 6 de marzo de 2010, antes del comienzo del partido Brescia-Grosseto, exhibió junto a su compatriota Nicolás Córdova (jugador del Brescia) una pancarta que decía "Forza Chile" (Fuerza Chile en español), en apoyo a la nación afectada por el terremoto del 27 de febrero. En lo deportivo sería una buena jornada para Pinilla ya que marcó un doblete en el triunfo de su equipo 3-2 en condición de visita, además en ese partido logró marcar durante 12 jornadas consecutivas logrando establecer un nuevo récord en Italia al batir el récord que ostentaba el argentino Gabriel Batistuta quien consiguió anotar en 11 partidos consecutivos durante 1994 con la Fiorentina.

### Palermo (2010-2012)
El 11 de junio de 2010 se oficializó su traspaso al US Palermo de la Serie A en una transacción de 3 millones de euros, en su llegada al equipo rosanero firmó un contrato por cuatro años recibiendo un sueldo anual de 800.000 euros. Así se convirtió en el primer futbolista chileno en jugar por el Palermo.

#### Temporada 2010-11
Hizo su debut en el partido de ida de los play-off de la UEFA Europa League contra el NK Maribor esloveno (victoria por 3-0), ingresando al minuto 70 en lugar de Massimo Maccarone.
El 29 de agosto volvió a jugar en la primera división italiana luego de 7 años, después de 6 apariciones en Chievo en la Serie A 2003-2004, reemplazando a Abel Hernández en el minuto 77 en la igualdad 0-0 contra Cagliari por la fecha 1 del campeonato. Jugó su primer partido como titular en la cuarta jornada contra Juventus (victoria 3-1 como visitante). En la jornada siguiente marcó su primer gol tanto como "rosanero" en el Palermo-Lecce (2-2). El 23 de noviembre marcó su primer gol en torneos continentales con la camiseta de Palermo en el quinto partido de la fase de grupos de la Europa League contra el Sparta Praga en el empate 2-2 de local.
Durante la temporada, sufrió una fractura por estrés en el quinto metatarsiano del pie izquierdo en un entrenamiento en diciembre de 2010: tras esto fue operado en Villa Stuart por el doctor Pier Paolo Mariani, los tiempos de recuperación fueron estimados en sesenta días. Regresó a las canchas el 27 de febrero de 2011 en el partido de local contra Udinese que perdieron por un categórico 7-0, Pinilla ingresó al 74 por Abel Hernández. Cerró la temporada 2010-11 con 31 apariciones y 9 goles, divididos entre la Serie A, la Copa Italia y la UEFA Europa League.

#### Temporada 2011-12
El 11 de septiembre de 2011, en la apertura de la temporada, Pinilla ingresó desde el banquillo para marcar el 4-2 para Palermo contra su ex club Inter de Milán, en una eventual victoria por 4-3 en casa. Durante la temporada 2011-12 partió como titular y luego fue siendo relegado al banquillo de suplentes debido a sus habituales lesiones. Dejó el equipo el 25 de enero de 2012 partiendo cedido al Cagliari por 6 meses, después de 13 partidos en la Serie A con solo 2 goles y una aparición en la Europa League.

### Cagliari (2012-2014)
El 25 de enero de 2012, fue traspasado en calidad de cedido por 6 meses con opción de compra de 3 millones de euros al Cagliari. Hizo su debut cuatro días después por la vigésima fecha de la Serie A 2011-12 frente al AC Milan, partido que su equipo perdió por tres goles a cero. Su primer gol lo anotó en el partido siguiente en que el Cagliari venció por cuatro a dos a la Roma. Luego, el 11 de febrero del mismo año, anotó la apertura de la cuenta en el partido contra su ex club, el Palermo. Finalmente el partido acabó dos a uno a favor del Cagliari. Tras sus goles y buenas actuaciones fue considerado el segundo mejor refuerzo de invierno de la Serie A de Italia, superado solo por Vincenzo Iaquinta del A. C. Cesena. Un mes después, el 18 de marzo logró el segundo triplete de su carrera anotando todos los goles (dos de penal) con los que su equipo venció 3-0 al Cesena en la Fecha 28. Cierra la temporada con 14 partidos y 8 goles. Con 10 goles en general (considerando también los dos con Palermo), superando la marca de 8 goles en Serie A de la temporada anterior.
El 2 de julio de 2012 fue comprado por el Cagliari en 3,2 millones de euros, firmando un contrato por cuatro años. Durante la temporada 2012-13 tuvo una difícil primera vuelta de campeonato italiano, marcando solo 2 goles, para la segunda vuelta logró realizar mejores actuaciones al marcar dos dobletes, contra Fiorentina (2-1) e Inter de Milán (2-0). Concluye la temporada con 23 partidos y 7 goles por Serie A, de los cuales 5 fueron de lanzamiento penal.
En la temporada 2013-14 su rendimiento se ve afectado por varias lesiones y algunas expulsiones, que sin embargo no le impiden convertirse en el máximo goleador del equipo con 7 goles en 26 juegos, algunos de los cuales fueron decisivos para salvar del descenso al equipo "rossoblu".
En su estadía en el Cagliari se mantuvo durante dos temporadas y media, logrando convertir 25 goles en 67 encuentros disputados, para luego ser traspasado al Genoa CFC de la Serie A con miras a la campaña 2014-15.

### Genoa CFC (2014)
El 7 de agosto de 2014 y tras disputar el Mundial de Brasil con Chile, fichó por el Genoa en una transacción de dos millones de euros, firmando un contrato de dos años con opción a tercero. Jugó su primer partido oficial el 24 de agosto contra Virtus Lanciano de visitante válido para la tercera ronda de la Copa Italia 2014-15, en el que anotó el único gol del equipo genovés al minuto 31 mediante lanzamiento penal. Por liga hizo su debut el 31 de agosto por la jornada 1 contra Napoli en el Estadio Luigi Ferraris, anotó el 1-1 momentáneo en un partido que equipo perdió 2-1, así Pinilla logró convertir 2 goles en sus dos primeros partidos. El 21 de septiembre anotó el único tanto al minuto 87 en la victoria 1-0 sobre Lazio y logrando que el Genoa llegará a siete victorias consecutivas en Serie A contra los "biancocelesti". El 26 de octubre en el partido 1600 del Genoa en Serie A, marcó su tercer gol por liga de la temporada al minuto 84 que le permitió al equipo rossoblù imponerse 2-1 contra el Chievo Verona.
Permaneció en el club únicamente durante seis meses, en los cuales disputó 14 encuentros y anotó 4 goles, sumando Serie A y Copa Italia.

### Atalanta (2015-2016)
El 8 de enero de 2015, se hizo oficial su cesión por 6 meses con opción de compra al Atalanta, para disputar la segunda mitad de la temporada 2014-15. Hizo su debut el 11 de enero por la jornada 18 jugando como titular en la igualdad 1-1 con Chievo Verona. El 1 de febrero anotó su primer gol con la camiseta Nerazzurri en el triunfo de local dos a uno sobre su ex club Cagliari. El 22 de marzo se convirtió en el máximo goleador chileno en Serie A al anotar en la igualdad 1-1 sobre Napoli llegando a 37 goles por la primera división italiana, superando los 36 de Marcelo Salas. El 4 de abril marcó uno de los mejores goles de la temporada en Italia, corría el minuto 74 su equipo caía por 2-0 y Pinilla se mando un gol al hacer un especia de "tijera" puso el descuento para su elenco con una espectacular acrobacia, aunque luego en los minutos finales fue expulsado con roja directa tras cometer una fuerte infracción a un rival. Regresó el 29 de abril logró su primer doblete con su nuevo equipo en la igualdad 2-2 contra Cesena. Cierra la temporada con 6 goles en 14 partidos, siendo crucial para que su equipo por poco evitará el descenso acabando en el 17° puesto solo con 3 puntos más que el Cagliari (último equipo en descender), debido a esto es convocado para jugar la Copa América con Chile.
Ya en la temporada siguiente, las lesiones opacaron su rendimiento, lo cual no le impidió convertir 5 goles en 20 partidos disputados por Serie A, más otro tanto en un encuentro válido por la Copa Italia 2015-16. Su aventura en el conjunto de Bergamo terminaría a mediados de la temporada 2016-17, en donde por diferencias con su entrenador Gian Piero Gasperini, sólo disputó 4 partidos anotando un gol de penal en la victoria 2-1 de Atalanta sobre Inter de Milán, válido por la novena fecha de dicha temporada.
Debido a esto, y con la ilusión de sumar minutos (solo había disputado 156) -habiendo disputado su último encuentro oficial el 23 de octubre de 2016-, en enero de 2017 es presentando como flamante contratación del Genoa CFC, cuadro del cual provenía y en donde había militado durante el segundo semestre de 2014.

### De regreso a Genoa (2017)
El 5 de enero de 2017, se hizo oficial su regreso al Genoa CFC, reemplazando a Leonardo Pavoletti que fue fichado por S. S. C. Napoli. Su redebut por el cuadro de Génova se produjo el 8 de enero de 2017, en un encuentro en que Genoa caería derrotado por 0-1 ante AS Roma, en partido válido por la fecha 19° del Calcio italiano, en el cual ingresaría en el minuto 78' de juego por su compañero Darko Lazović, recibiendo una ovación de la hinchada local. Marcó su primer y único gol de la temporada el 18 de enero contra el Lazio por los octavos de final de Copa Italia jugando en el Estadio Olímpico de Roma.
En su segundo paso por el conjunto genovés nuevamente solo estuvo 6 meses en los que jugó 12 partidos por la liga italiano sin poder convertir, y 1 gol por Copa Italia en 1 aparición.

### Tercer periodo en la U (2017-2018)

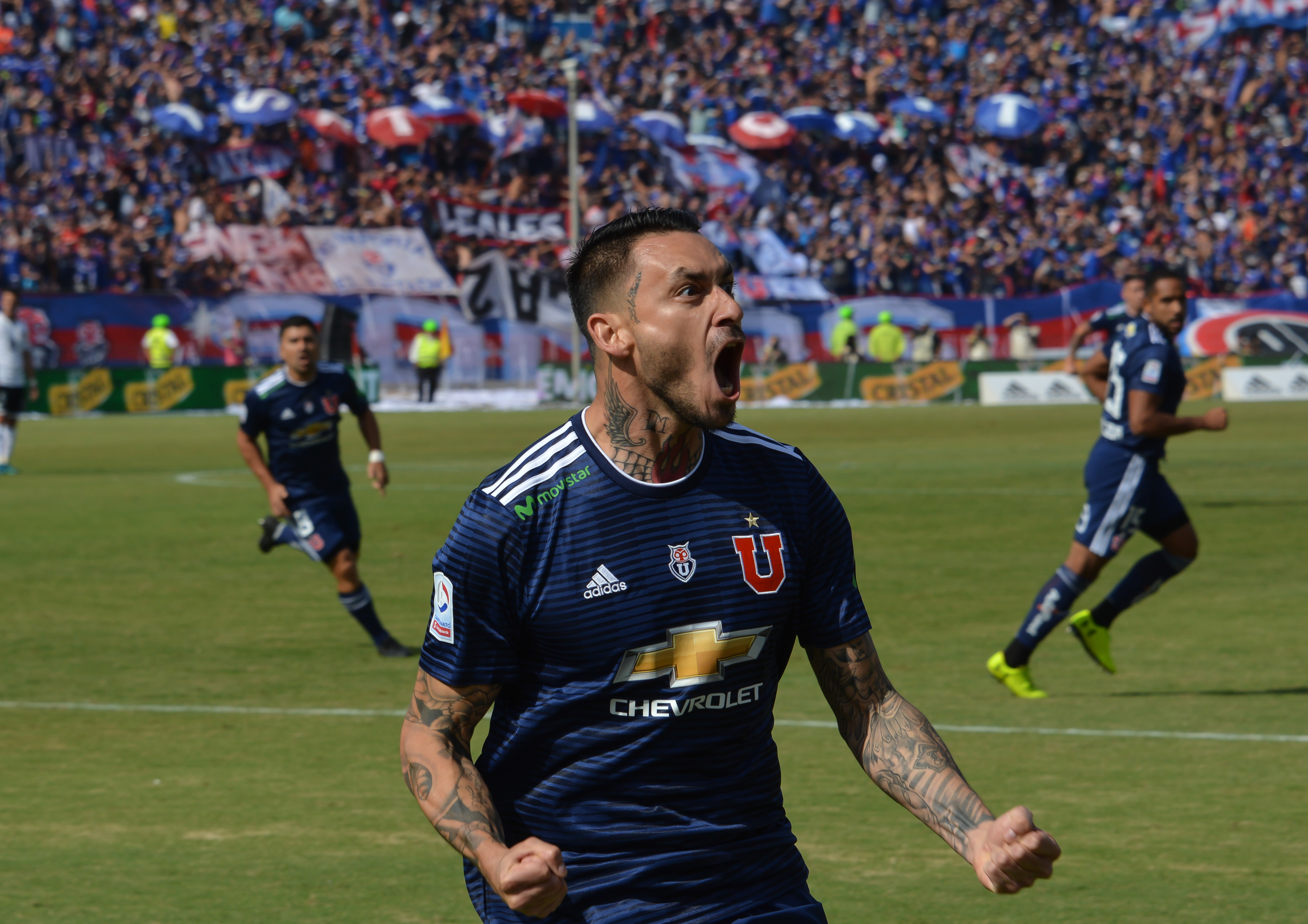
Mauricio Pinilla durante el Clásico del fútbol chileno (2018).

Finalmente con 33 años y tras largas negociaciones rescindió su contrato con el Genoa CFC para oficialmente y tras 10 años, volver nuevamente al club que lo formó, la Universidad de Chile, donde el delantero se restó de la pretemporada del elenco grifone.

#### Temporada 2017
El día 25 de julio de 2017, es finalmente presentado en conferencia de prensa en el Centro Deportivo Azul (CDA), con el dorsal 9 y firmando por un año y medio con un contrato mensual de cerca de $35 millones de pesos (CLP).
Hizo su redebut con los azules el 4 de agosto por la segunda fecha del Transición 2017 contra Deportes Temuco en el Estadio Nacional, jugando desde el minuto 1, antes de que empezará el duelo Pinilla fue ovacionado por los azules, finalmente los azules ganaron 2-1 con doblete de Gustavo Lorenzetti, mientras que Pinilla tuvo dos oportunidades de goles pero no pudo convertir en su redebut. Convirtió su primer gol en su vuelta a la U en la derrota 1-4 de su equipo contra Colo-Colo en el superclásico del fútbol chileno por la quinta fecha. Luego, en los octavos de final de Copa Chile 2017, Pinilla marcó su primer doblete en la victoria 3-0 ante Audax Italiano de visitante el 30 de agosto.
El 9 de septiembre anotaría otro doblete esta vez por el Torneo de Transición del mismo año ante O'Higgins en un agónico empate 2-2. El 23 de septiembre anotaría otro doblete, por la Fecha 7 ante Everton de local, en un nuevo empate 2-2 y así lograría marcar 5 goles en los últimos 3 partidos de liga y en 6 en los últimos 4 sumando la Copa Chile. El 22 de octubre lograría su cuarto doblete desde su regreso, siendo el héroe en la victoria 2-1 contra Palestino por la Fecha 10 en el Nacional.
A partir de ese momento no volvió a anotar más goles durante el semestre, el 11 de noviembre se lesionó en la final de la Copa Chile 2017, donde la U perdió 3-1 ante Santiago Wanderers en el Estadio Municipal Alcaldesa Ester Roa Rebolledo de Concepción, teniendo que salir al minuto 27 por Isaac Díaz. Sufrió un desgarro que lo dejó 3 semanas fuera, tras esa lesión se perdió el partido ante Audax Italiano, donde la U perdió por 3-0, alejándose del título. También se perdió el partido de la fecha final ante Deportes Iquique donde la U ganó por 1-0, pero no le alcanzó para salir campeón del torneo, debido a la victorias de Colo-Colo sobre Huachipato por 3-0 y de Unión Española sobre Everton de Viña del Mar por 2-0, obteniendo el tercer lugar del torneo.

#### Temporada 2018
A pesar de eso, la U jugará la Copa Libertadores 2018 tras haber salido campeón del Clausura 2017. En la Primera División de Chile 2018, Pinilla convirtió en las primeras 3 fechas, en la primera fecha en la derrota ante Unión Española por 1-2, y las victorias ante Deportes Iquique por 2-1 y San Luis por 3-0. En la cuarta fecha, ante Deportes Temuco, Pinilla tuvo varias ocasiones de gol que finalmente no anotó, y la U finalmente ganó por 1-0 con asistencia del mismo. Por la quinta fecha, volvió a marcar en el triunfo 2-0 sobre Deportes Antofagasta en el Nacional, logrando marcar 4 goles en las primeras 5 fechas.
El 15 de abril se jugó el superclásico 183 entre la U y Colo-Colo en el Estadio Nacional por la Fecha 9 del Torneo Nacional 2018, los azules abrieron la cuenta al minuto 5 con gol de rebote de Pinilla, luego al 33' y 48' Colo-Colo lo dio vuelta con goles de Paredes, once minutos después Jean Beausejour se fue expulsado al 59' en la U por doble amarilla y rumbo a camarines se enfrascó en una dura discusión con Pinilla y ya al minuto 85 Claudio Baeza marcó el 3-1 final a favor de los albos. El 13 de mayo marcó un gol en el clásico universitario contra Universidad Católica por la fecha 13, fue al minuto 65 tras centro de Beausejour y el ariete anotó de chilena el 1-1, después celebró su gol abrazando a su asistente, con quien discutió en el Superclásico.
Quedaron situados en el Grupo E de la Copa Libertadores 2018 con Cruzeiro, Racing Club y Vasco da Gama. Debutaron contra Vasco da Gama en Brasil logrando un valioso triunfo 1-0 con gol de Ángelo Araos, después empataron con Racing y Cruzeiro de local. En la cuarta fecha volvieron a jugar con Cruzeiro esta en Brasil y recibieron una histórica goleada 7-0 en la que Pinilla salió en el entretiempo por Nicolás Guerra por lesión. Esa lesión le impidió jugar el siguiente encuentro que fue con Racing donde cayeron por la cuenta mínima y en la última fecha fueron eliminados al caer por 0-2 contra Vasco da Gama en el Nacional, encuentro que Pinilla jugó.
El 16 de junio marcó un gol en el triunfo azul 2-0 sobre Deportes La Serena por la segunda fase de la Copa Chile 2018, y en octavos de final anotó un gol en el triunfo 2-1 de local sobre Deportes Colchagua, siendo este su último gol por la U y último partido tras su polémico despido.

### Traspaso fallido a Colón de Santa Fe y despido (2018)
El 27 de julio de 2018 se anunció que Pinilla había firmado un contrato por dos años con el club argentino Colón de Santa Fe, oferta que el mismo acercó a Azul Azul, oferta aceptada por la concesionaria; sin embargo, el 29 de julio el futbolista revirtió su decisión (por cambios en el contrato inicial) y expresó su intención de permanecer en Santiago con su familia, lo que le valió la reprobación de la hinchada azul. El 31 de julio, el presidente de Azul Azul S.A. Carlos Heller y el gerente técnico Ronald Fuentes anunciaron en conferencia de prensa el despido de Pinilla como jugador de Universidad de Chile.
Cursó una situación judicial, que lo ha dejado a un segundo plano en el fútbol profesional. Pese a obtener una sentencia favorable en primera instancia, dicha situación fue revertida por la Corte de Apelaciones de San Miguel, y luego confirmada su derrota por la Corte Suprema, siendo Pinilla condenado a cubrir las Costas judiciales generadas debido al juicio.
Todo este “enredo” en términos contractuales, le ha provocado no poder ser fichado por la clubes de la Liga MX tales como Pumas UNAM y Atlas Fútbol Club, por la mencionada situación judicial.

### Coquimbo Unido (2019-2021)
El 18 de enero de 2019, tras darse a conocer su revés en la Corte de Apelaciones de San Miguel en su demanda laboral ante Azul Azul, el recién ascendido Coquimbo Unido lo anuncia como refuerzo para la temporada 2019.

## Retiro
Después de una campaña irregular durante el Campeonato Nacional 2020, Coquimbo Unido desciende de categoría. Pinilla, quien tenía contrato hasta el fin de la temporada 2021, decide darle término anticipado en febrero de 2021, y retirarse definitivamente del fútbol profesional a los 37 años, aquejado de una lesión crónica en la rodilla derecha. Asumió labores en el canal deportivo ESPN desde marzo. En este canal es comentarista deportivo, aparece como analista para los partidos de fútbol de la cadena de múltiples competiciones. Además es panelista de los diferentes programas de ESPN Chile y de Televisión Nacional de Chile

## Selección nacional

### Selecciones menores
Fue convocado por Roberto Álamos a la selección nacional sub-17 que disputó el Sudamericano de Perú 2001 en marzo para intentar clasificar a la Copa Mundial de Fútbol Sub-17 de 2001 a disputarse en Trinidad y Tobago. En el primer partido frente a Bolivia, Pinilla marcó 1 gol en la derrota por 5-3. En el siguiente partido frente a Brasil, Pinilla marcó el segundo tanto chileno en el empate a 3 goles. En el siguiente partido contra Colombia, la selección perdió por 4-3, anotando Pinilla los 3 goles chilenos. En el Sudamericano disputó 3 partidos y anotó 5 goles, pero no logró la clasificación al Mundial Sub-17 tras culminar en el último lugar del Grupo B con 1 punto. Además, Pinilla estuvo a punto de ser el goleador del sudamericano, siendo superado por el paraguayo Aldo Jara que anotó 6 goles.
Posteriormente en enero de 2003 sería nominado por el técnico César Vaccia para participar en el Sudamericano Sub-20 de Uruguay 2003 con el fin de clasificar al Mundial de Emiratos Árabes Unidos 2003. En el sudamericano disputó 3 partidos y anotó solamente 1 gol frente a Venezuela en la victoria por 2-0 y la selección no clasificó al mundial tras finalizar penúltimos en el Grupo B con 3 puntos.

#### Participaciones en Sudamericanos
| Sudamericano             | Sede    | Resultado    | Partidos | Goles |
| ------------------------ | ------- | ------------ | -------- | ----- |
| Sudamericano Sub-17 2001 | Perú    | Primera Fase | 3        | 5     |
| Sudamericano Sub-20 2003 | Uruguay | Primera Fase | 3        | 1     |

### Selección adulta
Pinilla tuvo su debut en la selección adulta en un partido amistoso como local frente a Perú el 30 de marzo de 2003 en el Estadio Nacional Julio Martínez Pradanos de Santiago de Chile, ingresando al minuto 60 por Sebastián González, debutando por su selección con solo 19 años, anotando el segundo gol (de cabeza) al minuto 65 en la victoria por 2-0.
Tras su buena actuación, el técnico Juvenal Olmos le convocó para disputar las Clasificatorias al Mundial de Alemania 2006. En el primer partido frente a Argentina en Buenos Aires, Pinilla entró a los 55 minutos del partido y asistió a Reinaldo Navia para que anotase el 2-2 final. En el segundo encuentro frente a Perú, el 9 de septiembre de 2003, Pinilla marcó el primer gol del encuentro en la victoria por 2-1. Luego en la quinta fecha, fue clave para la histórica primera victoria sobre Bolivia en La Paz por Clasificatorias, ingresó desde el banco al minuto 56 por Patricio Galaz y 3 minutos después, hizo un par de enganches para quitarse 2 defensas bolivianos y metió un centro al área que capturó Mark González para que anotase el 2-0 final. Volvió a ser clave en la fecha siguiente contra Venezuela, ya que ingresó en el entretiempo por Galaz y luego al minuto 84 tras el disparo de Milovan Mirosevic, que dio en un defensa venezolano, la pelota le quedó a Pinilla disparando desde aproximadamente 18 metros para anotar el único gol en el triunfo chileno por la cuenta mínima en San Cristóbal, aunque desafortunadamente tras su eufórica celebración, el árbitro le puso amarilla quedando descartado para el próximo duelo contra Brasil de local.
Estaba contemplado dentro de los nominados para la Copa América 2004, más fue descartado de la convocatoria final debido a un desgarro que sufrió en un partido amistoso ante los miembros del programa de televisión Caiga quien caiga. Regresó para La Roja en la octava fecha jugando los 90 minutos en la igualdad 0-0 contra Colombia de local.
Empezó 2005 anotando el tercer tanto en la goleada 3-0 sobre Ecuador en un duelo amistoso el día 9 de febrero. Volvió a las clasificatorias, anotó en la caída 2-1 contra Paraguay en Asunción, luego perdieron por un estrepitoso 5-0 contra Brasil en Brasilia, en la Fecha 17 contra Colombia en Barranquilla, jugó 82 minutos en la igualdad 1-1 recibiendo amarilla al minuto 28, quedando suspendido para el duelo final contra Ecuador, un partido que terminó igualado 0-0 en Santiago y finalmente con este resultado quedaron eliminados del Mundial de Alemania 2006 al finalizar en el séptimo lugar con 22 puntos. Pinilla en los individual, jugó 12 partidos marcando 3 goles y aportando 2 asistencias en los 801 minutos que jugó, siendo de los mejores de Chile en aquella clasificatoria y también el goleador del equipo con 3 anotaciones.
Tras disputar 2 partidos en octubre de 2006 frente a Perú por la denominada Copa del Pacífico (ganados por 3-2 en la ida y 0-1 en la vuelta) y el amistoso en noviembre del mismo año frente a Paraguay ganado por 3-2, Pinilla estuvo casi 4 años sin ser convocado a la selección debido a sus continuos actos de indisciplina, lesiones y a su decepcionante carrera a nivel de clubes, esto sumado a que en junio de 2007, mientras se encontraba cedido en Universidad de Chile, fue encontrado en su departamento con la modelo María José López, la esposa del capitán de la selección nacional Luis Jiménez. Más tarde los dos jugadores se encontraron en un club nocturno de Santiago, lo que terminó en una pelea y con Pinilla en el hospital con traumatismo craneal y lesiones en el cuello. Posteriormente, Pinilla anunció su decisión de retirarse de la selección nacional. En agosto de 2010 y tras mejorar notablemente su rendimiento y conducta jugando por el US Grosseto de la Serie B italiana, regresó a la selección tras 3 años sin ser llamado por el técnico Marcelo Bielsa para un amistoso frente a Ucrania, pero fue desconvocado de la nómina debido a una lesión muscular. Más tarde en noviembre de ese año fue convocado para un amistoso con Uruguay, pero nuevamente una lesión muscular lo dejó fuera del amistoso.
En junio de 2011 estuvo en los planes del técnico Claudio Borghi para integrar la nómina para disputar la Copa América a disputarse en Argentina, pero finalmente no fue convocado debido a una lesión. Finalmente su regreso se dio el 7 de octubre de 2011 frente a Argentina en un partido válido por la primera fecha de las Clasificatorias al Mundial de Brasil 2014, volviendo a jugar por la selección tras cinco años. Sin embargo, Chile perdió por 4-1 en Buenos Aires y fue sustituido a los 55 minutos por Eduardo Vargas. Tras estar un tiempo fuera de las nóminas, Pinilla regresó el 11 de septiembre de 2012 en un partido clasificatorio frente a Colombia en Santiago, que acabó con derrota por 1-3 e ingresó al minuto 82 en desmedró de Alexis Sánchez. 1 año más tarde, el técnico Jorge Sampaoli le convocó para disputar los últimos 2 partidos de las clasificatorias frente a Colombia y Ecuador, jugando los últimos minutos de este último el 15 de octubre de 2013 donde Chile ganó 2-1, logrando la clasificación al Mundial en el tercer puesto con 28 puntos. Pinilla sería convocado nuevamente en marzo de 2014 para un partido amistoso frente a Alemania (futuros campeones del mundo) donde jugaría los últimos minuto del partido, aunque el partido terminaría 1-0 en contra en el Mercedes-Benz Arena. En mayo de mismo año participó en la victoria 3-2 sobre Egipto, pero Pinilla se reconciliaría con el gol frente a la selección de Irlanda del Norte en el Estadio Elías Figueroa Brander (partidos amistosos previos al Mundial Brasil 2014), ingresó al minuto 77 por Gary Medel y solo cinco minutos después batió al arquero norirlandés para decretar el 2-0 final volviendo a marcar por la selección luego de 9 años.
En el Mundial de Brasil 2014 debutaron contra Australia en Cuiaba por el inicio del Grupo B, en el cual Pinilla ingresó al minuto 88 por Eduardo Vargas y participó en el tercer gol chileno que cerró el partido, ya que al minuto 90+3 disparó al arco, el meta Mathew Ryan tapó su disparo y en el rebote Jean Beausejour marco el 3-1 final. Luego en el siguiente partido contra España por la Fecha 2, fue suplente en la histórica victoria 2-0 sobre los campeones del mundo en el Estadio Mineirao con anotaciones de Eduardo Vargas y Charles Aránguiz, volvió a jugar en el último partido del grupo contra Holanda en un match que definía al líder del grupo ingresando al minuto 81 por Vargas en la derrota 2-0 en Sao Paulo por lo que finalizaban segundos en su grupo con 6 puntos detrás de los holandeses. En los octavos de final se midieron contra los anfitriones Brasil en el Estadio Mineirao de Belo Horizonte; partido en el que Pinilla nuevamente ingresó desde el banquillo al minuto 87 por Arturo Vidal, corría al minuto 119 cuando tras una pared con Alexis Sánchez, disparó desde fuera del área un disparo que terminaría estrellándose en el travesaño manteniendo el marcador 1-1 tras el final del alargue, fue el primer designado para iniciar los lanzamientos penales en Chile, siendo su tiro atajado por Júlio César, fue uno de los tres jugadores chilenos (junto con Sánchez y Jara) que fallaron sus penales esa tarde, permitiendo que Brasil pase por un ajustado 3-2. Pinilla jugó 3 de los 4 partidos de Chile en el Mundial de Brasil 2014, ingresando en los 3 como suplente estando 44 minutos en cancha.
Al año siguiente, fue llamado por Jorge Sampaoli para la Copa América 2015 celebrada en Chile, y así fue parte del plantel que lograron la histórica primera Copa América y torneo oficial en la selección de Chile tras vencer en la final por 4-1 a Argentina en penales, hizo breves apariciones en dos partidos sin anotar, la primera en el empate 3-3 sobre México en fase de grupos y la otra en la victoria por 1-0 sobre Uruguay por los cuartos de final, totalizando un total de 25 minutos. Para 2016 fue convocado para la Copa América Centenario en Estados Unidos donde Chile lograría un histórico Bicampeonato al vencer nuevamente a la Argentina de Messi, otra vez en penales (4-2) tras igualar 0-0 en los 120 minutos. Pinilla nuevamente jugó dos cotejos contra Argentina (1-2) y Bolivia (2-1) ambos en fase de grupos, sin anotar.
El 29 de marzo de 2016, marcó un doblete en la victoria 4-1 sobre Venezuela en Barinas por la sexta fecha de las Clasificatorias a Rusia 2018, el primero sirvió para igualar el marcador tras un cabezazo (volviendo a anotar por Chile después de 2 años y 11 años después por partidos oficiales) y luego el 2-1 tras centro de Jean Beausejour, saliendo al minuto 77 por Nicolás Castillo. Luego fue convocado para la doble fecha contra Paraguay de visita y Bolivia de local, ingresando en ambos duelos desde el banco, en el primer duelo ingresó al minuto 78 por Eugenio Mena y no pudo hacer mucho en la derrota 1-2 contra los paraguayos en Asunción, y en el segundo igualaron increíblemente 0:0 con Bolivia en el Estadio Monumental, ingresando al minuto 71 en desmedro de José Pedro Fuenzalida quedando parcialmente en el séptimo lugar. Volvió a ser convocado hasta la última doble fecha en octubre de 2017 para los duelos ante Ecuador y Brasil, donde tras ganarle al primero por 2-1 y perder con el segundo por 3-0, Chile quedó eliminado del Mundial de Rusia. Pinilla fue suplente en ambos partidos. En la parte individual, Pinilla jugó 5 partidos anotando 2 goles en los 136 que disputó.

#### Participaciones en Clasificatorias a Copas del Mundo
| Eliminatorias                     | País                              | Resultado                         | Posición                          | Partidos | Goles | Asis. |
| --------------------------------- | --------------------------------- | --------------------------------- | --------------------------------- | -------- | ----- | ----- |
| Eliminatorias Alemania 2006       | Alemania                          | Eliminado                         | 7.º lugar                         | 12       | 3     | 2     |
| Eliminatorias Brasil 2014         | Brasil                            | Clasificado                       | 3° lugar                          | 3        | 0     | 0     |
| Eliminatorias Rusia 2018          | Rusia                             | Eliminado                         | 6.º lugar                         | 5        | 2     | 0     |
| Total en procesos clasificatorios | Total en procesos clasificatorios | Total en procesos clasificatorios | Total en procesos clasificatorios | 20       | 5     | 2     |

#### Participaciones en Copas del Mundo
| Mundial           | Sede   | Resultado        | PJ | Goles |
| ----------------- | ------ | ---------------- | -- | ----- |
| Copa Mundial 2014 | Brasil | Octavos de final | 3  | 0     |

#### Participaciones en Copa América
| Copa                    | Sede                   | Resultado              | Partidos | Goles | Asis. |
| ----------------------- | ---------------------- | ---------------------- | -------- | ----- | ----- |
| Copa América 2015       | Chile                  | Campeón                | 2        | 0     | 0     |
| Copa América Centenario | Estados Unidos         | Campeón                | 2        | 0     | 1     |
| Total en Copas América  | Total en Copas América | Total en Copas América | 4        | 0     | 1     |

### Partidos internacionales
Actualizado hasta el 6 de septiembre de 2016.
| Partidos internacionales | Partidos internacionales | Partidos internacionales                                        | Partidos internacionales | Partidos internacionales | Partidos internacionales | Partidos internacionales | Partidos internacionales | Partidos internacionales      | Partidos internacionales | Partidos internacionales | Partidos internacionales | Partidos internacionales        |
| N.º                      | Fecha                    | Estadio                                                         | Local                    | Resultado                | Visitante                | Goles                    | Asistencias              | Cambio                        | Tarjeta                  | Dorsal                   | DT                       | Competición                     |
| ------------------------ | ------------------------ | --------------------------------------------------------------- | ------------------------ | ------------------------ | ------------------------ | ------------------------ | ------------------------ | ----------------------------- | ------------------------ | ------------------------ | ------------------------ | ------------------------------- |
| 1                        | 30 de marzo de 2003      | Estadio Nacional Julio Martínez Pradanos, Santiago, Chile       | Chile                    | 2-0                      | Perú                     | 65'                      |                          | 60' por Sebastian González    |                          | 15                       | Juvenal Olmos            | Copa del Pacífico 2003          |
| 2                        | 2 de abril de 2003       | Estadio Nacional de Lima, Lima, Perú                            | Perú                     | 3-0                      | Chile                    |                          |                          | 54' por Sebastián González    | 50'                      | 15                       | Juvenal Olmos            | Copa del Pacífico 2003          |
| 3                        | 30 de abril de 2003      | Estadio Nacional Julio Martínez Pradanos, Santiago, Chile       | Chile                    | 1-0                      | Costa Rica               |                          |                          | 52' por Joel Soto             |                          | 15                       | Juvenal Olmos            | Amistoso                        |
| 4                        | 6 de septiembre de 2003  | Estadio Antonio Vespucio Liberti, Buenos Aires, Argentina       | Argentina                | 2-2                      | Chile                    |                          | 77' a Reinaldo Navia     | 57' por Héctor Tapia          |                          | 15                       | Juvenal Olmos            | Clasificatorias a Alemania 2006 |
| 5                        | 9 de septiembre de 2003  | Estadio Nacional Julio Martínez Pradanos, Santiago, Chile       | Chile                    | 2-1                      | Perú                     | 35'                      |                          |                               |                          | 15                       | Juvenal Olmos            | Clasificatorias a Alemania 2006 |
| 6                        | 15 de noviembre de 2003  | Estadio Centenario, Montevideo, Uruguay                         | Uruguay                  | 2-1                      | Chile                    |                          |                          |                               | 63'                      | 15                       | Juvenal Olmos            | Clasificatorias a Alemania 2006 |
| 7                        | 18 de noviembre de 2003  | Estadio Nacional Julio Martínez Pradanos, Santiago, Chile       | Chile                    | 0-1                      | Paraguay                 |                          |                          |                               |                          | 15                       | Juvenal Olmos            | Clasificatorias a Alemania 2006 |
| 8                        | 18 de febrero de 2004    | Home Depot Center, California, Estados Unidos                   | México                   | 1-1                      | Chile                    |                          |                          | 46' por Jean Beausejour       |                          | 15                       | Juvenal Olmos            | Amistoso                        |
| 9                        | 30 de marzo de 2004      | Estadio Hernando Siles, La Paz, Bolivia                         | Bolivia                  | 0-2                      | Chile                    |                          | 59' a Mark González      | 56' por Patricio Galaz        |                          | 15                       | Juvenal Olmos            | Clasificatorias a Alemania 2006 |
| 10                       | 29 de abril de 2004      | Estadio Regional de Antofagasta, Antofagasta, Chile             | Chile                    | 1-1                      | Perú                     |                          |                          |                               |                          | 15                       | Juvenal Olmos            | Amistoso                        |
| 11                       | 1 de junio de 2004       | Estadio Polideportivo de Pueblo Nuevo, San Cristóbal, Venezuela | Venezuela                | 0-1                      | Chile                    | 84'                      |                          | 46' por Patricio Galaz        | 84'                      | 15                       | Juvenal Olmos            | Clasificatorias a Alemania 2006 |
| 12                       | 5 de septiembre de 2004  | Estadio Nacional Julio Martínez Pradanos, Santiago, Chile       | Chile                    | 0-0                      | Colombia                 |                          |                          |                               |                          | 15                       | Juvenal Olmos            | Clasificatorias a Alemania 2006 |
| 13                       | 17 de noviembre de 2004  | Estadio Nacional de Lima, Lima, Perú                            | Perú                     | 2-1                      | Chile                    |                          |                          |                               |                          | 15                       | Juvenal Olmos            | Clasificatorias a Alemania 2006 |
| 14                       | 9 de febrero de 2005     | Estadio Sausalito, Viña del Mar, Chile                          | Chile                    | 3-0                      | Ecuador                  | 83'                      |                          | 46' por Rodrigo Pérez         | 56'                      | 15                       | Juvenal Olmos            | Amistoso                        |
| 15                       | 26 de marzo de 2005      | Estadio Nacional Julio Martínez Pradanos, Santiago, Chile       | Chile                    | 1-1                      | Uruguay                  |                          |                          |                               | 65'                      | 15                       | Juvenal Olmos            | Clasificatorias a Alemania 2006 |
| 16                       | 30 de marzo de 2005      | Estadio Defensores del Chaco, Asunción, Chile                   | Paraguay                 | 2-1                      | Chile                    | 73'                      |                          |                               |                          | 15                       | Juvenal Olmos            | Clasificatorias a Alemania 2006 |
| 17                       | 4 de septiembre de 2005  | Estadio Mané Garrincha, Brasilia, Brasil                        | Brasil                   | 5-0                      | Chile                    |                          |                          | 59' por Luis Antonio Jiménez  |                          | 15                       | Nelson Acosta            | Clasificatorias a Alemania 2006 |
| 18                       | 8 de octubre de 2005     | Estadio Metropolitano Roberto Meléndez, Barranquilla, Colombia  | Colombia                 | 1-1                      | Chile                    |                          |                          | 82' por Jorge Valdivia        | 28'                      | 15                       | Nelson Acosta            | Clasificatorias a Alemania 2006 |
| 19                       | 7 de octubre de 2006     | Estadio Sausalito, Viña del Mar, Chile                          | Chile                    | 3-2                      | Perú                     |                          |                          | 68' por José Luis Villanueva  |                          | 15                       | Nelson Acosta            | Copa del Pacífico 2006          |
| 20                       | 11 de octubre de 2006    | Estadio Jorge Basadre, Tacna, Perú                              | Perú                     | 0-1                      | Chile                    |                          |                          | 90' por Esteban Paredes       |                          | 15                       | Nelson Acosta            | Copa del Pacífico 2006          |
| 21                       | 15 de noviembre de 2006  | Estadio Sausalito, Viña del Mar, Chile                          | Chile                    | 3-2                      | Paraguay                 |                          |                          | 44' por Manuel Neira          |                          | 15                       | Nelson Acosta            | Amistoso                        |
| 22                       | 7 de octubre de 2011     | Estadio Monumental, Buenos Aires, Argentina                     | Argentina                | 4-1                      | Chile                    |                          |                          | 55' por Eduardo Vargas        |                          | 11                       | Claudio Borghi           | Clasificatorias a Brasil 2014   |
| 23                       | 11 de septiembre de 2012 | Estadio Monumental, Santiago, Chile                             | Chile                    | 1-3                      | Colombia                 |                          |                          | 82' por Alexis Sánchez        | 87'                      | 11                       | Claudio Borghi           | Clasificatorias a Brasil 2014   |
| 24                       | 15 de octubre de 2013    | Estadio Nacional Julio Martínez Prádanos, Santiago, Chile       | Chile                    | 2-1                      | Ecuador                  |                          |                          | 89' por Jorge Valdivia        |                          | 22                       | Jorge Sampaoli           | Clasificatorias a Brasil 2014   |
| 25                       | 5 de marzo de 2014       | Estadio Mercedes-Benz Arena, Stuttgart, Alemania                | Alemania                 | 1-0                      | Chile                    |                          |                          | 86' por Eduardo Vargas        |                          | 9                        | Jorge Sampaoli           | Amistoso                        |
| 26                       | 30 de mayo de 2014       | Estadio Nacional Julio Martínez Prádanos, Santiago, Chile       | Chile                    | 3-2                      | Egipto                   |                          |                          | 56' por Jean Beausejour       |                          | 9                        | Jorge Sampaoli           | Amistoso                        |
| 27                       | 4 de junio de 2014       | Estadio Elías Figueroa Brander, Valparaíso, Chile               | Chile                    | 2-0                      | Irlanda del Norte        | 82'                      |                          | 77' por Gary Medel            |                          | 9                        | Jorge Sampaoli           | Amistoso                        |
| 28                       | 13 de junio de 2014      | Arena Pantanal, Cuiabá, Brasil                                  | Chile                    | 3-1                      | Australia                |                          |                          | 88' por Eduardo Vargas        |                          | 9                        | Jorge Sampaoli           | Copa Mundial de Fútbol de 2014  |
| 29                       | 23 de junio de 2014      | Arena Corinthians, São Paulo, Brasil                            | Países Bajos             | 2-0                      | Chile                    |                          |                          | 81' por Eduardo Vargas        |                          | 9                        | Jorge Sampaoli           | Copa Mundial de Fútbol de 2014  |
| 30                       | 28 de junio de 2014      | Estadio Mineirão, Belo Horizonte, Brasil                        | Brasil                   | 1-1 (t. s.) 3-2p         | Chile                    |                          |                          | 87' por Arturo Vidal          | 102'                     | 9                        | Jorge Sampaoli           | Copa Mundial de Fútbol de 2014  |
| 31                       | 6 de septiembre de 2014  | Levi's Stadium, Santa Clara, Estados Unidos                     | México                   | 0-0                      | Chile                    |                          |                          | 71' por Charles Aránguiz      |                          | 9                        | Jorge Sampaoli           | Amistoso                        |
| 32                       | 14 de noviembre de 2014  | Estadio CAP, Talcahuano, Chile                                  | Chile                    | 5-0                      | Venezuela                |                          |                          | 85' por Alexis Sánchez        |                          | 9                        | Jorge Sampaoli           | Amistoso                        |
| 33                       | 18 de noviembre de 2014  | Estadio Monumental, Santiago, Chile                             | Chile                    | 1-2                      | Uruguay                  |                          |                          | 70' por Eduardo Vargas        |                          | 9                        | Jorge Sampaoli           | Amistoso                        |
| 34                       | 5 de junio de 2015       | Estadio El Teniente, Rancagua, Chile                            | Chile                    | 1-0                      | El Salvador              |                          |                          | 65' por Jorge Valdivia        |                          | 9                        | Jorge Sampaoli           | Amistoso                        |
| 35                       | 15 de junio de 2015      | Estadio Nacional Julio Martínez Pradanos, Santiago, Chile       | Chile                    | 3-3                      | México                   |                          |                          | 84' por Eduardo Vargas        | 90'                      | 9                        | Jorge Sampaoli           | Copa América 2015               |
| 36                       | 24 de junio de 2015      | Estadio Nacional Julio Martínez Pradanos, Santiago, Chile       | Chile                    | 1-0                      | Uruguay                  |                          |                          | 71' por Eduardo Vargas        | 84'                      | 9                        | Jorge Sampaoli           | Copa América 2015               |
| 37                       | 12 de noviembre de 2015  | Estadio Nacional Julio Martínez Pradanos, Santiago, Chile       | Chile                    | 1-1                      | Colombia                 |                          |                          | 85' por Eduardo Vargas        |                          | 22                       | Jorge Sampaoli           | Clasificatorias a Rusia 2018    |
| 38                       | 24 de marzo de 2016      | Estadio Nacional Julio Martínez Prádanos, Santiago, Chile       | Chile                    | 1-2                      | Argentina                |                          |                          | 69' por Bryan Rabello         |                          | 9                        | Juan Antonio Pizzi       | Clasificatorias a Rusia 2018    |
| 39                       | 29 de marzo de 2016      | Estadio Agustín Tovar, Barinas, Venezuela                       | Venezuela                | 1-4                      | Chile                    | 33' · 52'                |                          | 77' por Nicolás Castillo      |                          | 9                        | Juan Antonio Pizzi       | Clasificatorias a Rusia 2018    |
| 40                       | 27 de mayo de 2016       | Estadio Sausalito, Viña del Mar, Chile                          | Chile                    | 1-2                      | Jamaica                  |                          |                          | 70' por Nicolás Castillo      | 28'                      | 9                        | Juan Antonio Pizzi       | Amistoso                        |
| 41                       | 1 de junio de 2016       | Estadio Qualcomm, San Diego, Estados Unidos                     | México                   | 1-0                      | Chile                    |                          |                          | 82' por Alexis Sánchez        |                          | 9                        | Juan Antonio Pizzi       | Amistoso                        |
| 42                       | 6 de junio de 2016       | Levi's Stadium, Santa Clara, Estados Unidos                     | Argentina                | 2-1                      | Chile                    |                          |                          | 67' por Eduardo Vargas        |                          | 9                        | Juan Antonio Pizzi       | Copa América Centenario         |
| 43                       | 10 de junio de 2016      | Gillette Stadium, Foxborough, Estados Unidos                    | Chile                    | 2-1                      | Bolivia                  |                          | 45+1' a Arturo Vidal     | 58' por Eduardo Vargas        |                          | 9                        | Juan Antonio Pizzi       | Copa América Centenario         |
| 44                       | 1 de septiembre de 2016  | Estadio Defensores del Chaco, Asunción, Paraguay                | Paraguay                 | 2-1                      | Chile                    |                          |                          | 78' por Eugenio Mena          | 81'                      | 9                        | Juan Antonio Pizzi       | Clasificatorias a Rusia 2018    |
| 45                       | 6 de septiembre de 2016  | Estadio Monumental, Santiago, Chile                             | Chile                    | 3-0                      | Bolivia                  |                          |                          | 71' por José Pedro Fuenzalida |                          | 9                        | Juan Antonio Pizzi       | Clasificatorias a Rusia 2018    |
| Total                    | Total                    | Total                                                           | Presencias               | 45                       | Goles                    | 8                        | Asistencias              | 3                             |                          |                          |                          |                                 |

| Selección chilena | Selección chilena | Selección chilena | Selección chilena |
| Año               | Partidos          | Goles             | Asis.             |
| ----------------- | ----------------- | ----------------- | ----------------- |
| 2003              | 7                 | 2                 | 1                 |
| 2004              | 6                 | 1                 | 1                 |
| 2005              | 5                 | 2                 | 0                 |
| 2006              | 3                 | 0                 | 0                 |
| 2011              | 1                 | 0                 | 0                 |
| 2012              | 1                 | 0                 | 0                 |
| 2013              | 1                 | 0                 | 0                 |
| 2014              | 9                 | 1                 | 0                 |
| 2015              | 4                 | 0                 | 0                 |
| 2016              | 8                 | 2                 | 1                 |
| Total             | 45                | 8                 | 3                 |

### Goles con la selección
Actualizado hasta el 29 de marzo de 2016.
| 1 | 30 de marzo de 2003     | Estadio Nacional Julio Martínez Pradanos, Santiago, Chile       | Perú              | 2-0 | 2-0 | Amistoso                        |
| 2 | 9 de septiembre de 2003 | Estadio Nacional Julio Martínez Pradanos, Santiago, Chile       | Perú              | 1-0 | 2-1 | Clasificatorias a Alemania 2006 |
| 3 | 1 de junio de 2004      | Estadio Polideportivo de Pueblo Nuevo, San Cristóbal, Venezuela | Venezuela         | 0-1 | 0-1 | Clasificatorias a Alemania 2006 |
| 4 | 9 de febrero de 2005    | Estadio Sausalito, Viña del Mar, Chile                          | Ecuador           | 3-0 | 3-0 | Amistoso                        |
| 5 | 30 de marzo de 2005     | Estadio Defensores del Chaco, Asunción, Paraguay                | Paraguay          | 2-1 | 2-1 | Clasificatorias a Alemania 2006 |
| 6 | 4 de junio de 2014      | Estadio Elías Figueroa Brander, Valparaíso, Chile               | Irlanda del Norte | 2-0 | 2-0 | Amistoso                        |
| 7 | 29 de marzo de 2016     | Estadio Agustín Tovar, Barinas, Venezuela                       | Venezuela         | 1-1 | 1-4 | Clasificatorias a Rusia 2018    |
| 8 | 29 de marzo de 2016     | Estadio Agustín Tovar, Barinas, Venezuela                       | Venezuela         | 1-2 | 1-4 | Clasificatorias a Rusia 2018    |

## Participaciones internacionales
| Club                           | Competencia              | Resultado           |
| ------------------------------ | ------------------------ | ------------------- |
| Celta de Vigo · España         | Champions League 2003-04 | Octavos de final    |
| Sporting de Lisboa Portugal    | Copa de la UEFA 2004-05  | Subcampeón          |
| Sporting de Lisboa Portugal    | Champions League 2005-06 | Tercera Fase previa |
| Sporting de Lisboa Portugal    | Copa de la UEFA 2005-06  | Primera Ronda       |
| Heart of Midlothian FC Escocia | Champions League 2006-07 | Tercera Fase previa |
| Heart of Midlothian FC Escocia | Copa de la UEFA 2006-07  | Primera Ronda       |
| US Palermo · Italia            | Europa League 2010-11    | Fase de grupos      |
| US Palermo · Italia            | Europa League 2011-12    | Tercera Fase previa |
| Universidad de Chile · Chile   | Copa Libertadores 2018   | Fase de grupos      |
| Coquimbo Unido · Chile         | Copa Sudamericana 2020   | Semifinal           |

| Udinese                       | 3 | 2 | Sporting de Lisboa | Údine, Italia    | Stadio Friuli         | 23 de agosto de 2005   | Champions League 2005-06 | Anotado |
| Europa League/Copa de la UEFA |   |   |                    |                  |                       |                        |                          |         |
| Sporting de Lisboa            | 2 | 1 | AZ Alkmaar         | Lisboa, Portugal | Estadio José Alvalade | 28 de abril de 2005    | Copa de la UEFA 2004-05  | Anotado |
| U.S. Palermo                  | 2 | 2 | Sparta Praga       | Palermo, Italia  | Estadio Renzo Barbera | 2 de diciembre de 2010 | Europa League 2010-11    | Anotado |

## Estadísticas

### Clubes
| Club                              | Div.          | Temporada     | Liga  | Liga  | Liga   | Copas nacionales | Copas nacionales | Copas nacionales | Torneos internacionales | Torneos internacionales | Torneos internacionales | Total | Total | Total  | Media goleadora |
| Club                              | Div.          | Temporada     | Part. | Goles | Asist. | Part.            | Goles            | Asist.           | Part.                   | Goles                   | Asist.                  | Part. | Goles | Asist. | Media goleadora |
| --------------------------------- | ------------- | ------------- | ----- | ----- | ------ | ---------------- | ---------------- | ---------------- | ----------------------- | ----------------------- | ----------------------- | ----- | ----- | ------ | --------------- |
| Universidad de Chile · Chile      | 1.ª           | 2002          | 25    | 10    | 4      | —                | —                | —                | —                       | —                       | —                       | 25    | 10    | 4      | 0,40            |
| Universidad de Chile · Chile      | 1.ª           | 2003          | 14    | 10    | 4      | —                | —                | —                | —                       | —                       | —                       | 14    | 10    | 4      | 0,71            |
| A. C. ChievoVerona · Italia       | 1.ª           | 2003-04       | 6     | 0     | 0      | 2                | 0                | 0                | —                       | —                       | —                       | 8     | 0     | 0      | 0,00            |
| A. C. ChievoVerona · Italia       | Total club    | Total club    | 6     | 0     | 0      | 2                | 0                | 0                | 0                       | 0                       | 0                       | 8     | 0     | 0      | 0,00            |
| Celta de Vigo · España            | 1.ª           | 2003-04       | 6     | 0     | 0      | 2                | 2                | 0                | 2                       | 0                       | 0                       | 10    | 2     | 0      | 0,20            |
| Celta de Vigo · España            | Total club    | Total club    | 6     | 0     | 0      | 2                | 2                | 0                | 2                       | 0                       | 0                       | 10    | 2     | 0      | 0,20            |
| Sporting de Lisboa Portugal       | 1.ª           | 2004-05       | 16    | 5     | 2      | 1                | 0                | 1                | 4                       | 1                       | 0                       | 21    | 6     | 3      | 0,29            |
| Sporting de Lisboa Portugal       | 1.ª           | 2005-06       | 4     | 0     | 0      | —                | —                | —                | 3                       | 1                       | 0                       | 7     | 1     | 0      | 0,14            |
| Sporting de Lisboa Portugal       | Total club    | Total club    | 20    | 5     | 2      | 1                | 0                | 1                | 7                       | 2                       | 0                       | 28    | 7     | 3      | 0,25            |
| Racing de Santander · España      | 1.ª           | 2005-06       | 13    | 1     | 1      | —                | —                | —                | —                       | —                       | —                       | 13    | 1     | 1      | 0,08            |
| Racing de Santander · España      | Total club    | Total club    | 13    | 1     | 1      | 0                | 0                | 0                | 0                       | 0                       | 0                       | 13    | 1     | 1      | 0,08            |
| Heart of Midlothian F. C. Escocia | 1.ª           | 2006-07       | 3     | 2     | 1      | —                | —                | —                | 3                       | 0                       | 0                       | 6     | 2     | 1      | 0,33            |
| Universidad de Chile · Chile      | 1.ª           | 2007          | 4     | 2     | 0      | —                | —                | —                | —                       | —                       | —                       | 4     | 2     | 0      | 0,50            |
| Heart of Midlothian F. C. Escocia | 1.ª           | 2007-08       | 2     | 0     | 0      | —                | —                | —                | —                       | —                       | —                       | 2     | 0     | 0      | 0,00            |
| Heart of Midlothian F. C. Escocia | Total club    | Total club    | 5     | 2     | 1      | 0                | 0                | 0                | 3                       | 0                       | 0                       | 8     | 2     | 1      | 0,25            |
| C. R. Vasco da Gama · Brasil      | 1.ª           | 2008          | 3     | 0     | 0      | —                | —                | —                | —                       | —                       | —                       | 3     | 0     | 0      | 0,00            |
| C. R. Vasco da Gama · Brasil      | Total club    | Total club    | 3     | 0     | 0      | 0                | 0                | 0                | 0                       | 0                       | 0                       | 3     | 0     | 0      | 0,00            |
| Apollon Limassol Chipre           | 1.ª           | 2008-09       | 5     | 2     | 1      | —                | —                | —                | —                       | —                       | —                       | 5     | 2     | 1      | 0,40            |
| Apollon Limassol Chipre           | Total club    | Total club    | 5     | 2     | 1      | 0                | 0                | 0                | 0                       | 0                       | 0                       | 5     | 2     | 1      | 0,40            |
| U. S. Grosseto F. C. · Italia     | 2.ª           | 2009-10       | 24    | 24    | 3      | 1                | 0                | 0                | —                       | —                       | —                       | 25    | 24    | 3      | 0,96            |
| U. S. Grosseto F. C. · Italia     | Total club    | Total club    | 24    | 24    | 3      | 1                | 0                | 0                | 0                       | 0                       | 0                       | 25    | 24    | 3      | 0,96            |
| U. S. Palermo · Italia            | 1.ª           | 2010-11       | 22    | 8     | 5      | 3                | 0                | 1                | 6                       | 1                       | 1                       | 31    | 9     | 7      | 0,29            |
| U. S. Palermo · Italia            | 1.ª           | 2011-12       | 13    | 2     | 0      | —                | —                | —                | 1                       | 0                       | 1                       | 14    | 2     | 1      | 0,14            |
| U. S. Palermo · Italia            | Total club    | Total club    | 35    | 10    | 5      | 3                | 0                | 1                | 7                       | 1                       | 2                       | 45    | 11    | 8      | 0,24            |
| Cagliari Calcio · Italia          | 1.ª           | 2011-12       | 14    | 8     | 3      | —                | —                | —                | —                       | —                       | —                       | 14    | 8     | 3      | 0,57            |
| Cagliari Calcio · Italia          | 1.ª           | 2012-13       | 23    | 7     | 1      | 3                | 2                | 0                | —                       | —                       | —                       | 26    | 9     | 1      | 0,35            |
| Cagliari Calcio · Italia          | 1.ª           | 2013-14       | 26    | 7     | 3      | 1                | 1                | 0                | —                       | —                       | —                       | 27    | 8     | 3      | 0,30            |
| Cagliari Calcio · Italia          | Total club    | Total club    | 63    | 22    | 7      | 4                | 3                | 0                | 0                       | 0                       | 0                       | 67    | 25    | 7      | 0,37            |
| Genoa C. F. C. · Italia           | 1.ª           | 2014-15       | 12    | 3     | 0      | 2                | 1                | 0                | —                       | —                       | —                       | 14    | 4     | 0      | 0,29            |
| Atalanta B. C. · Italia           | 1.ª           | 2014-15       | 14    | 6     | 2      | —                | —                | —                | —                       | —                       | —                       | 14    | 6     | 2      | 0,43            |
| Atalanta B. C. · Italia           | 1.ª           | 2015-16       | 20    | 5     | 2      | 1                | 1                | 0                | —                       | —                       | —                       | 21    | 6     | 2      | 0,29            |
| Atalanta B. C. · Italia           | 1.ª           | 2016-17       | 4     | 1     | 0      | —                | —                | —                | —                       | —                       | —                       | 4     | 1     | 0      | 0,25            |
| Atalanta B. C. · Italia           | Total club    | Total club    | 38    | 12    | 4      | 1                | 1                | 0                | 0                       | 0                       | 0                       | 39    | 13    | 4      | 0,33            |
| Genoa C. F. C. · Italia           | 1.ª           | 2016-17       | 12    | 0     | 1      | 1                | 1                | 0                | —                       | —                       | —                       | 13    | 1     | 1      | 0,08            |
| Genoa C. F. C. · Italia           | Total club    | Total club    | 24    | 3     | 1      | 3                | 2                | 0                | 0                       | 0                       | 0                       | 27    | 5     | 1      | 0,19            |
| Universidad de Chile · Chile      | 1.ª           | 2017          | 11    | 7     | 1      | 4                | 2                | 0                | —                       | —                       | —                       | 15    | 9     | 1      | 0,60            |
| Universidad de Chile · Chile      | 1.ª           | 2018          | 10    | 7     | 1      | 2                | 2                | 0                | 5                       | 0                       | 0                       | 17    | 9     | 1      | 0,53            |
| Universidad de Chile · Chile      | Total club    | Total club    | 64    | 36    | 10     | 6                | 4                | 0                | 5                       | 0                       | 0                       | 75    | 40    | 10     | 0,53            |
| Coquimbo Unido · Chile            | 1.ª           | 2019          | 11    | 6     | 1      | —                | —                | —                | —                       | —                       | —                       | 11    | 6     | 1      | 0,54            |
| Coquimbo Unido · Chile            | 1.ª           | 2020          | 15    | 2     | 1      | —                | —                | —                | 2                       | 0                       | 1                       | 17    | 2     | 2      | 0,12            |
| Coquimbo Unido · Chile            | Total club    | Total club    | 26    | 8     | 2      | 0                | 0                | 0                | 2                       | 0                       | 1                       | 28    | 8     | 3      | 0,25            |
| Total carrera                     | Total carrera | Total carrera | 332   | 125   | 37     | 23               | 12               | 2                | 26                      | 3                       | 3                       | 381   | 140   | 42     | 0,37            |
| 1. 2. 3.                          |               |               |       |       |        |                  |                  |                  |                         |                         |                         |       |       |        |                 |

### Selecciones
| Selección        | Temporada     | Amistosos | Amistosos | Amistosos | Sudamérica | Sudamérica | Sudamérica | Mundial | Mundial | Mundial | Total | Total | Total  | Media goleadora |
| Selección        | Temporada     | Part.     | Goles     | Asist.    | Part.      | Goles      | Asist.     | Part.   | Goles   | Asist.  | Part. | Goles | Asist. | Media goleadora |
| ---------------- | ------------- | --------- | --------- | --------- | ---------- | ---------- | ---------- | ------- | ------- | ------- | ----- | ----- | ------ | --------------- |
| Sub-17 · Chile   | 2001          | —         | —         | —         | 3          | 5          | 1          | —       | —       | —       | 3     | 5     | 1      | 1,67            |
| Sub-17 · Chile   | Total         | 0         | 0         | 0         | 3          | 5          | 1          | 0       | 0       | 0       | 3     | 5     | 1      | 1,67            |
| Sub-20 · Chile   | 2003          | —         | —         | —         | 3          | 1          | 0          | —       | —       | —       | 3     | 1     | 0      | 0,33            |
| Sub-20 · Chile   | Total         | 0         | 0         | 0         | 3          | 1          | 0          | 0       | 0       | 0       | 3     | 1     | 0      | 0,33            |
| Sub-23 · Chile   | 2003          | 1         | 2         | 0         | —          | —          | —          | —       | —       | —       | 1     | 2     | 0      | 2,00            |
| Sub-23 · Chile   | Total         | 1         | 2         | 0         | 0          | 0          | 0          | 0       | 0       | 0       | 1     | 2     | 0      | 2,00            |
| Absoluta · Chile | 2003          | 3         | 1         | 0         | 4          | 1          | 1          | —       | —       | —       | 7     | 2     | 1      | 0,29            |
| Absoluta · Chile | 2004          | 2         | 0         | 0         | 4          | 1          | 1          | —       | —       | —       | 6     | 1     | 1      | 0,17            |
| Absoluta · Chile | 2005          | 1         | 1         | 0         | 4          | 1          | 1          | —       | —       | —       | 5     | 2     | 1      | 0,40            |
| Absoluta · Chile | 2006          | 3         | 0         | 1         | —          | —          | —          | —       | —       | —       | 3     | 0     | 1      | 0,00            |
| Absoluta · Chile | 2007          | —         | —         | —         | —          | —          | —          | —       | —       | —       | 0     | 0     | 0      | 0,00            |
| Absoluta · Chile | 2008          | —         | —         | —         | —          | —          | —          | —       | —       | —       | 0     | 0     | 0      | 0,00            |
| Absoluta · Chile | 2009          | —         | —         | —         | —          | —          | —          | —       | —       | —       | 0     | 0     | 0      | 0,00            |
| Absoluta · Chile | 2010          | —         | —         | —         | —          | —          | —          | —       | —       | —       | 0     | 0     | 0      | 0,00            |
| Absoluta · Chile | 2011          | —         | —         | —         | 1          | 0          | 0          | —       | —       | —       | 1     | 0     | 0      | 0,00            |
| Absoluta · Chile | 2012          | —         | —         | —         | 1          | 0          | 0          | —       | —       | —       | 1     | 0     | 0      | 0,00            |
| Absoluta · Chile | 2013          | —         | —         | —         | 1          | 0          | 0          | —       | —       | —       | 1     | 0     | 0      | 0,00            |
| Absoluta · Chile | 2014          | 6         | 1         | 0         | —          | —          | —          | 3       | 0       | 0       | 9     | 1     | 0      | 0,11            |
| Absoluta · Chile | 2015          | 1         | 0         | 0         | 3          | 0          | 0          | —       | —       | —       | 4     | 0     | 0      | 0,00            |
| Absoluta · Chile | 2016          | 2         | 0         | 0         | 6          | 2          | 1          | —       | —       | —       | 8     | 2     | 1      | 0,25            |
| Absoluta · Chile | Total         | 18        | 3         | 1         | 24         | 5          | 4          | 3       | 0       | 0       | 45    | 8     | 5      | 0,18            |
| Total carrera    | Total carrera | 19        | 5         | 1         | 30         | 11         | 5          | 3       | 0       | 0       | 52    | 16    | 6      | 0,31            |
| 1.               |               |           |           |           |            |            |            |         |         |         |       |       |        |                 |

### Resumen estadístico
| Competición           | Partidos | Goles | Promedio | Asistencias | Promedio | Goles y asistencias | Promedio |
| --------------------- | -------- | ----- | -------- | ----------- | -------- | ------------------- | -------- |
| Primera División      | 308      | 100   | 0,32     | 34          | 0,11     | 134                 | 0,44     |
| Segunda División      | 24       | 24    | 1,00     | 3           | 0,13     | 27                  | 1,13     |
| Copas nacionales      | 23       | 12    | 0,52     | 2           | 0,09     | 14                  | 0,61     |
| Copas internacionales | 26       | 3     | 0,12     | 3           | 0,12     | 6                   | 0,23     |
| Selección absoluta    | 45       | 8     | 0,18     | 5           | 0,11     | 13                  | 0,29     |
| Selección sub-23      | 1        | 2     | 2,00     | 0           | 0,00     | 2                   | 2,00     |
| Selección sub-20      | 3        | 1     | 0,33     | 0           | 0,00     | 1                   | 0,33     |
| Selección sub-17      | 3        | 5     | 1,67     | 1           | 0,33     | 6                   | 2,00     |
| Total                 | 433      | 155   | 0,36     | 48          | 0,11     | 203                 | 0,47     |

### Goles en Italia (Primera división)
| Goles en Italia          | Goles en Italia | Goles en Italia | Goles en Italia | Goles en Italia   | Goles en Italia   | Goles en Italia                     | Goles en Italia | Goles en Italia | Goles en Italia |
| Fecha                    | Resultado       | Resultado       | Resultado       | Resultado         | Lugar             | Estadio                             | Temporada       | Gol(es)         |                 |
| ------------------------ | --------------- | --------------- | --------------- | ----------------- | ----------------- | ----------------------------------- | --------------- | --------------- | --------------- |
| 26 de septiembre de 2010 | 'U.S. Palermo'  | 2               | 2               | Lecce             | Palermo           | Estadio Renzo Barbera               | 2010-11         |                 |                 |
| 17 de octubre de 2010    | U.S. Palermo    | 4               | 1               | Bologna           | Palermo           | Estadio Renzo Barbera               | 2010-11         |                 |                 |
| 24 de octubre de 2010    | Udinese         | 2               | 1               | U.S. Palermo      | Údine             | Stadio Friuli                       | 2010-11         |                 |                 |
| 7 de noviembre de 2010   | U.S. Palermo    | 1               | 0               | Genoa CFC         | Palermo           | Estadio Renzo Barbera               | 2010-11         |                 |                 |
| 11 de diciembre de 2010  | U.S. Palermo    | 3               | 1               | Parma             | Palermo           | Estadio Renzo Barbera               | 2010-11         |                 |                 |
| 10 de abril de 2011      | U.S. Palermo    | 2               | 2               | Cesena FC         | Palermo           | Estadio Renzo Barbera               | 2010-11         |                 |                 |
| 16 de abril de 2011      | A.S. Roma       | 2               | 3               | U.S. Palermo      | Roma              | Estadio Olímpico de Roma            | 2010-11         |                 |                 |
| 15 de mayo de 2011       | U.C. Sampdoria  | 1               | 2               | U.S. Palermo      | Génova            | Estadio Luigi Ferraris              | 2010-11         |                 |                 |
| 11 de septiembre de 2011 | U.S. Palermo    | 4               | 3               | Inter de Milán    | Palermo           | Estadio Renzo Barbera               | 2011-12         |                 |                 |
| 27 de octubre de 2011    | U.S. Palermo    | 2               | 0               | Lecce             | Palermo           | Estadio Renzo Barbera               | 2011-12         |                 |                 |
| 1 de febrero de 2012     | 'Cagliari'      | 4               | 2               | A.S. Roma         | Quartu Sant'Elena | Stadio Is Arenas                    | 2011-12         |                 |                 |
| 11 de febrero de 2012    | Cagliari        | 2               | 1               | U.S. Palermo      | Quartu Sant'Elena | Stadio Is Arenas                    | 2011-12         |                 |                 |
| 18 de marzo de 2012      | Cagliari        | 3               | 0               | Cesena F.C.       | Quartu Sant'Elena | Stadio Is Arenas                    | 2011-12         |                 |                 |
| 1 de abril de 2012       | Cagliari        | 2               | 0               | Atalanta B.C.     | Quartu Sant'Elena | Stadio Is Arenas                    | 2011-12         |                 |                 |
| 7 de abril de 2012       | Cagliari        | 2               | 2               | Inter de Milán    | Quartu Sant'Elena | Stadio Is Arenas                    | 2011-12         |                 |                 |
| 24 de abril de 2012      | Cagliari        | 3               | 0               | Catania           | Quartu Sant'Elena | Stadio Is Arenas                    | 2011-12         |                 |                 |
| 30 de septiembre de 2012 | Cagliari        | 1               | 2               | Pescara           | Quartu Sant'Elena | Stadio Is Arenas                    | 2012-13         |                 |                 |
| 21 de diciembre de 2012  | Cagliari        | 1               | 3               | Juventus de Turín | Quartu Sant'Elena | Stadio Is Arenas                    | 2012-13         |                 |                 |
| 24 de febrero de 2013    | Cagliari        | 4               | 3               | Torino F.C.       | Quartu Sant'Elena | Stadio Is Arenas                    | 2012-13         |                 |                 |
| 30 de marzo de 2013      | Cagliari        | 2               | 1               | Fiorentina        | Quartu Sant'Elena | Stadio Is Arenas                    | 2012-13         |                 |                 |
| 14 de abril de 2013      | Cagliari        | 2               | 0               | Inter de Milán    | Quartu Sant'Elena | Stadio Is Arenas                    | 2012-13         |                 |                 |
| 15 de septiembre de 2013 | Fiorentina      | 1               | 1               | Cagliari          | Florencia         | Stadio Artemio Franchi              | 2013-14         |                 |                 |
| 19 de octubre de 2013    | Cagliari        | 2               | 1               | Catania           | Trieste           | Stadio Nereo Rocco                  | 2013-14         |                 |                 |
| 12 de enero de 2014      | Cagliari        | 1               | 4               | Juventus de Turín | Quartu Sant'Elena | Stadio Is Arenas                    | 2013-14         |                 |                 |
| 1 de febrero de 2014     | Cagliari        | 1               | 0               | Fiorentina        | Quartu Sant'Elena | Stadio Is Arenas                    | 2013-14         |                 |                 |
| 23 de febrero de 2014    | Inter de Milán  | 1               | 1               | Cagliari          | Milán             | Stadio Giuseppe Meazza              | 2013-14         |                 |                 |
| 6 de abril de 2014       | Cagliari        | 1               | 3               | A.S. Roma         | Quartu Sant'Elena | Stadio Is Arenas                    | 2013-14         |                 |                 |
| 27 de abril de 2014      | Cagliari        | 1               | 0               | Parma             | Quartu Sant'Elena | Stadio Is Arenas                    | 2013-14         |                 |                 |
| 31 de agosto de 2014     | 'Genoa CFC'     | 1               | 2               | S. S. C. Napoli   | Génova            | Stadio Luigi Ferraris               | 2014-15         |                 |                 |
| 21 de septiembre de 2014 | Genoa CFC       | 1               | 0               | S.S. Lazio        | Génova            | Stadio Luigi Ferraris               | 2014-15         |                 |                 |
| 26 de octubre de 2014    | Chievo Verona   | 1               | 2               | Genoa CFC         | Verona            | Stadio Marcantonio Bentegodi        | 2014-15         |                 |                 |
| 1 de febrero de 2015     | 'Atalanta B.C.' | 2               | 1               | Cagliari          | Bérgamo           | Stadio Atleti Azzurri d'Italia      | 2014-15         |                 |                 |
| 22 de marzo de 2015      | S. S. C. Napoli | 1               | 1               | Atalanta B.C.     | Nápoles           | San Paolo                           | 2014-15         |                 |                 |
| 4 de abril de 2015       | Atalanta B.C.   | 1               | 2               | Torino F.C.       | Bérgamo           | Stadio Atleti Azzurri d'Italia      | 2014-15         |                 |                 |
| 29 de abril de 2015      | Cesena F.C.     | 2               | 2               | Atalanta B.C.     | Cesena            | Stadio Dino Manuzzi                 | 2014-15         |                 |                 |
| 17 de mayo de 2015       | Atalanta B.C.   | 1               | 4               | Genoa C.F.C.      | Bérgamo           | Stadio Atleti Azzurri d'Italia      | 2014-15         |                 |                 |
| 13 de septiembre de 2015 | U.S. Sassuolo   | 2               | 2               | Atalanta B.C.     | Reggio Emilia     | MAPEI Stadium - Città del Tricolore | 2015-16         |                 |                 |
| 18 de octubre de 2015    | Atalanta B.C.   | 3               | 0               | Carpi F.C. 1909   | Bérgamo           | Stadio Atleti Azzurri d'Italia      | 2015-16         |                 |                 |
| 21 de febrero de 2016    | Atalanta B.C.   | 2               | 3               | Fiorentina        | Bérgamo           | Stadio Atleti Azzurri d'Italia      | 2015-16         |                 |                 |
| 3 de abril de 2016       | Atalanta B.C.   | 2               | 1               | A.C. Milán        | Bérgamo           | Stadio Atleti Azzurri d'Italia      | 2015-16         |                 |                 |
| 23 de octubre de 2016    | Atalanta B.C.   | 2               | 1               | Inter de Milán    | Bérgamo           | Stadio Atleti Azzurri d'Italia      | 2016-17         |                 |                 |

- Para un total de 47 goles.

### Tripletes
| Partidos en los que anotó tres o más goles | Partidos en los que anotó tres o más goles | Partidos en los que anotó tres o más goles | Partidos en los que anotó tres o más goles | Partidos en los que anotó tres o más goles | Partidos en los que anotó tres o más goles | Partidos en los que anotó tres o más goles |
| N.º                                        | Fecha                                      | Estadio                                    | Partido                                    | Goles                                      | Resultado                                  | Competición                                |
| ------------------------------------------ | ------------------------------------------ | ------------------------------------------ | ------------------------------------------ | ------------------------------------------ | ------------------------------------------ | ------------------------------------------ |
| 1                                          | 7 de marzo de 2001                         | Mariano Melgar, Arequipa                   | Chile Sub-17 - Paraguay Sub-17             |                                            | 3 - 4                                      | Sudamericano Sub-17 2001                   |
| 2                                          | 1 de mayo de 2005                          | Municipal de Braga, Braga                  | Sporting Braga - Sporting de Lisboa        |                                            | 0 - 3                                      | Primeira Liga 2004-05                      |
| 3                                          | 18 de marzo de 2012                        | Sant'Elia, Cagliari                        | Cagliari Calcio - Cesena                   |                                            | 3 - 0                                      | Serie A 2011-12                            |

## Palmarés

### Títulos internacionales
| Título                  | Club               | País           | Año  |
| ----------------------- | ------------------ | -------------- | ---- |
| Copa América            | Selección de Chile | Chile          | 2015 |
| Copa América Centenario | Selección de Chile | Estados Unidos | 2016 |